# Pōmare I de Tahití
Pōmare I (c. 1753-3 de septiembre de 1803) (totalmente en ortografía antigua: Tu-nui-ea-i-te-atua-i-Tarahoi Vaira'atoa Taina Pōmare I; también conocido como Tu o Tinah o Outu, o más formalmente como Tu-nui-e-a'a-i-te-atua) fue el unificador y el primer rey de Tahití y fundador de la dinastía Pōmare y el Reino de Tahití entre 1788 y 1791. Abdicó en 1791, pero permaneció en el poder como el regente guardián durante la minoría de su sucesor Pōmare II desde 1791 hasta 1803.

## Nombre
Outu es la representación fonética en inglés de ʻO Tū, siendo Tū el nombre, ʻo el significado nominal de predicado que es. La literatura más antigua escribe el nombre de su familia como Tunuieaiteatua, lo que deja incertidumbres sobre la pronunciación correcta. Salvo esta incertidumbre, en la ortografía correcta actual estaría Tū-nui-ʻēʻa-i-te-atua que significa Gran-Tū, camino al dios. Tū (levantándose) era un gran dios tahitiano.
Ariʻitaimai afirma que este Tū es una contracción de atua (dios), pero eso es poco probable. El nombre Pōmare fue adoptado más tarde. Pō-mare significa "noche más fuerte", un apodo que tomó, como era común en ese momento, en honor a su hija, la princesa Teri’inavahoroa, quien murió de tuberculosis en 1792.

## Biografía
Tū, era el hijo de Teu, jefe de Pare-'Arue, y su esposa, Tetupaia-i-Hauviri (Tetupaia). Tetupaia fue la hija mayor de Tamatoa III de Raiatea. El tío abuelo de Tū fue Tutaha, quien actuó como su regente.
Nacido en Pare, hacia el 1753, inicialmente reinó bajo la regencia de su padre, 1753, y tuvo éxito a la muerte de su padre como Ariʻi-rahi de Porionuʻu el 23 de noviembre de 1802.
Como rey, Pōmare logró unir a los diferentes jefes de Tahití en un solo reino, compuesto por las mismas islas de Tahití, Moorea, Mehetiʻa y el grupo Tetiʻaroa. Se convirtió así en el primer rey de Tahití unificado en 1788. Su servicio como el primer rey de Tahití unificado terminó cuando abdicó en 1791. Le sucedió Tū Tūnuiʻēʻaiteatua Pōmare II, quien reinó desde 1791 hasta 1821; sin embargo, aunque ya no es monarca, Pōmare permaneció como regente de Tahití durante la minoría de Pōmare II , desde 1791 hasta 1803.
Se casó 4 veces y tuvo tres hijos y tres hijas.
Pōmare I falleció de trombosis.

## Ancestros
|  |                             |  |  |  |  |  |  |  |  |  |  |  |  |  |  |  |
|  | 8. Teuruari’i               |  |  |  |  |  |  |  |  |  |  |  |  |  |  |  |
|  |                             |  |  |  |  |  |  |  |  |  |  |  |  |  |  |  |
|  |                             |  |  |  |  |  |  |  |  |  |  |  |  |  |  |  |
|  | 4. Tu-moe-hania             |  |  |  |  |  |  |  |  |  |  |  |  |  |  |  |
|  |                             |  |  |  |  |  |  |  |  |  |  |  |  |  |  |  |
|  |                             |  |  |  |  |  |  |  |  |  |  |  |  |  |  |  |
|  | 9. Marurai                  |  |  |  |  |  |  |  |  |  |  |  |  |  |  |  |
|  |                             |  |  |  |  |  |  |  |  |  |  |  |  |  |  |  |
|  |                             |  |  |  |  |  |  |  |  |  |  |  |  |  |  |  |
|  | 2. Teu Tunuieaite Atua      |  |  |  |  |  |  |  |  |  |  |  |  |  |  |  |
|  |                             |  |  |  |  |  |  |  |  |  |  |  |  |  |  |  |
|  |                             |  |  |  |  |  |  |  |  |  |  |  |  |  |  |  |
|  | 10. Vehi-atua-i-te-mata’i   |  |  |  |  |  |  |  |  |  |  |  |  |  |  |  |
|  |                             |  |  |  |  |  |  |  |  |  |  |  |  |  |  |  |
|  |                             |  |  |  |  |  |  |  |  |  |  |  |  |  |  |  |
|  | 5. Tetua-huria              |  |  |  |  |  |  |  |  |  |  |  |  |  |  |  |
|  |                             |  |  |  |  |  |  |  |  |  |  |  |  |  |  |  |
|  |                             |  |  |  |  |  |  |  |  |  |  |  |  |  |  |  |
|  | 1. Pōmare I                 |  |  |  |  |  |  |  |  |  |  |  |  |  |  |  |
|  |                             |  |  |  |  |  |  |  |  |  |  |  |  |  |  |  |
|  |                             |  |  |  |  |  |  |  |  |  |  |  |  |  |  |  |
|  | 24. Tamatoa II              |  |  |  |  |  |  |  |  |  |  |  |  |  |  |  |
|  |                             |  |  |  |  |  |  |  |  |  |  |  |  |  |  |  |
|  |                             |  |  |  |  |  |  |  |  |  |  |  |  |  |  |  |
|  | 12. Teri’i-ve-tearai Rofa’i |  |  |  |  |  |  |  |  |  |  |  |  |  |  |  |
|  |                             |  |  |  |  |  |  |  |  |  |  |  |  |  |  |  |
|  |                             |  |  |  |  |  |  |  |  |  |  |  |  |  |  |  |
|  | 25. Te-ao-i-na-ni’a         |  |  |  |  |  |  |  |  |  |  |  |  |  |  |  |
|  |                             |  |  |  |  |  |  |  |  |  |  |  |  |  |  |  |
|  |                             |  |  |  |  |  |  |  |  |  |  |  |  |  |  |  |
|  | 6. Tamatoa III              |  |  |  |  |  |  |  |  |  |  |  |  |  |  |  |
|  |                             |  |  |  |  |  |  |  |  |  |  |  |  |  |  |  |
|  |                             |  |  |  |  |  |  |  |  |  |  |  |  |  |  |  |
|  | 13. Marama                  |  |  |  |  |  |  |  |  |  |  |  |  |  |  |  |
|  |                             |  |  |  |  |  |  |  |  |  |  |  |  |  |  |  |
|  |                             |  |  |  |  |  |  |  |  |  |  |  |  |  |  |  |
|  | 3. Tetupaia-i-Hauiri        |  |  |  |  |  |  |  |  |  |  |  |  |  |  |  |
|  |                             |  |  |  |  |  |  |  |  |  |  |  |  |  |  |  |
|  |                             |  |  |  |  |  |  |  |  |  |  |  |  |  |  |  |
|  | 7. Mai-he’a                 |  |  |  |  |  |  |  |  |  |  |  |  |  |  |  |
|  |                             |  |  |  |  |  |  |  |  |  |  |  |  |  |  |  |
|  |                             |  |  |  |  |  |  |  |  |  |  |  |  |  |  |  |